# 이혼 상담소
"이혼 상담소"는 한국에서 제작된 황용하 감독의 1966년 영화이다. 김승호 등이 주연으로 출연하였고 김형근 등이 제작에 참여하였다.

## 출연

### 주연
- 김승호
- 엄앵란
- 조미령

## 기타
- 조명: 마용천
- 미술: 박석인